# Stolidosoma hexachaeta
Stolidosoma hexachaeta är en tvåvingeart som beskrevs av Robinson 1967. Stolidosoma hexachaeta ingår i släktet Stolidosoma och familjen styltflugor. Inga underarter finns listade i Catalogue of Life.